# Fernando Rocha
Fernando Rocha (Oporto, Portugal, 9 de febrero de 1970) es un árbitro de baloncesto portugués de la FIBA.

## Trayectoria
Empezó con 16 años haciendo un curso de jóvenes árbitros para arbitrar solo minibasket y le gustó tanto que durante el mismo 1986 realizó el curso para arbitrar a mayores.
Estuvo presente Final Four de la Euroliga en Berlín 2009 donde dirigió la semifinal Olympiacos – Panathinaikos (82–84). También fue designado en el Mundial de Turquía 2010.

## Temporadas
| Categoría       | País     | Año               |
| --------------- | -------- | ----------------- |
| Liga Portuguesa | Portugal | 1987 - Actualidad |
| FIBA            | Mundo    | 1995 - Actualidad |
| Euroliga        | Europa   | 1995 - Actualidad |